# Tjalling Koopmans
Tjalling Charles Koopmans ('s-Graveland, 28 agosto 1910 – New Haven, 26 febbraio 1985) è stato un economista olandese-statunitense, vincitore, insieme a Leonid Kantorovič, del Premio Nobel per l'economia nel 1975, «per i contributi alla teoria dell'allocazione ottimale delle risorse».

## Biografia
Koopmans nacque a 's-Graveland, era figlio di Sjoerd Koopmans e Wytske van der Zee; il suo secondo nome Charles derivava probabilmente dal suo patronimico "Sjoerds".
Una delle sorelle di Sjoerd Koopmans, Gatske Koopmans, e suo marito Symon van der Meer erano i nonni paterni del premio Nobel Simon van der Meer. Tjalling Koopmans e Simon van der Meer erano quindi cugini di primo grado.
Tjalling aveva due fratelli, uno dei quali era il teologo Rev. Dr. Jan Koopmans, che nel 1940, all'inizio dell'occupazione tedesca dei Paesi Bassi, scrisse l'opuscolo ampiamente diffuso "Bijna te laat" ("Quasi troppo tardi", 30.000 copie), mettendo in guardia sul futuro degli ebrei sotto il regime nazista.   Nel 1945, verso la fine della guerra, assistette a un'esecuzione di ostaggi ad Amsterdam da dietro una finestra e fu ferito mortalmente da un proiettile vagante.
Iniziò gli studi universitari all'Università di Utrecht all'età di 17 anni, specializzandosi in matematica. Nel 1930, cominciò a studiare fisica teorica. Nel 1933, incontrò Jan Tinbergen (che avrebbe vinto il Nobel per l'economia nel 1969) e si trasferì ad Amsterdam per dedicarsi allo studio dell'economia matematica, con Tinbergen come docente. Inoltre, approfondì le sue conoscenze dell'econometria e della statistica.
Si trasferì negli Stati Uniti nel 1940 e lavorò per la British Merchant Shipping Mission. Pubblicò alcuni testi sull'economia dei trasporti, dopodiché si trasferì a Chicago, dove entrò a far parte di un gruppo di ricerca affiliato all'Università di Chicago. Nel 1946, prese la cittadinanza statunitense. nel 1948 fu direttore della Commissione Cowles. Sempre nel 1948 fu eletto membro dell'American Statistical Association.  Nel 1950 divenne membro corrispondente dell'Accademia Reale Olandese delle Arti e delle Scienze.  La crescente opposizione ostile alla Commissione Cowles da parte del dipartimento di economia dell'Università di Chicago durante gli anni '50 portò Koopmans a convincere la famiglia Cowles a trasferirla all'Università di Yale nel 1955, l'anno in cui lui si trasferì, e dove fu rinominata Cowles Foundation. Ha continuato a pubblicare sull'economia della crescita ottimale e sull'analisi dell'attività.

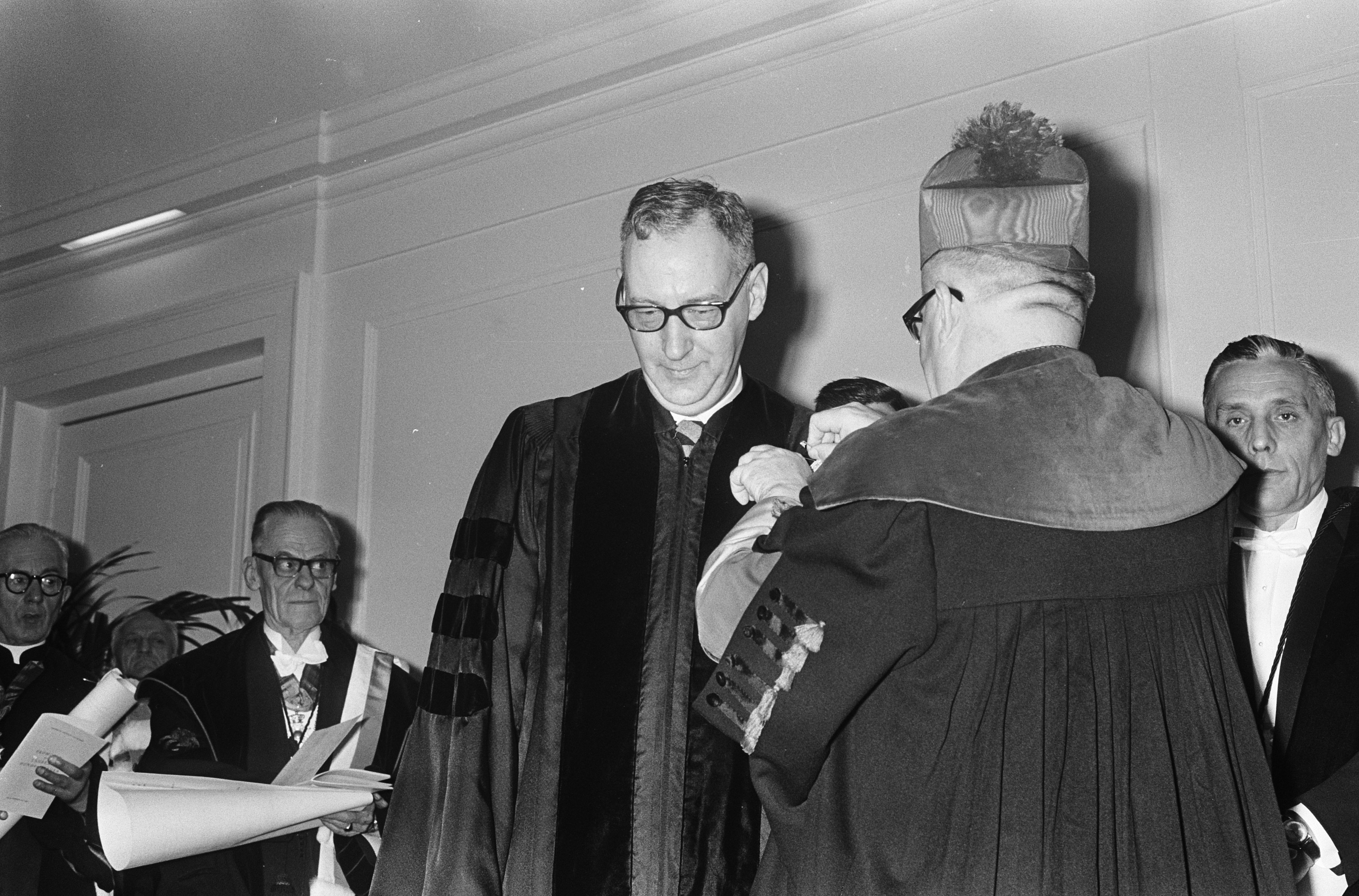
Koopmans nel 1967

I primi lavori sulla teoria di Hartree-Fock sono associati al teorema di Koopmans, utilizzato in chimica quantistica.
Koopmans è stato insignito del premio Nobel (insieme a Leonid Kantorovich) per i suoi contributi nel campo dell'allocazione delle risorse, in particolare la teoria dell'uso ottimale delle risorse. Il lavoro si è concentrato sull'analisi delle attività, sullo studio delle interazioni tra gli input e gli output della produzione e sulla loro relazione con l'efficienza economica e i prezzi. Infine, l'importanza dell'articolo di Koopmans (1942) che derivava la distribuzione del coefficiente di correlazione seriale è stata riconosciuta da John von Neumann, e in seguito ha influenzato i test ottimali per una radice unitaria da John Denis Sargan e Alok Bhargava (Sargan e Bhargava, 1983).

## Vita privata
Koopmans sposò Truus Wanningen nell'ottobre 1936. La coppia ebbe tre figli: un maschio, Henry, e due femmine, Anne e Helen.